# Cynocéphales
Pour les articles homonymes, voir Cynocéphale.
Cynocéphales ou Cynoscéphales, en grec ancien Κυνὸς Κεφαλαί, (littéralement « les têtes de chien »), est dans la Grèce antique, un bourg situé près de Thèbes, en Béotie. C'est d'ailleurs de cette cité que dépend le village. Cynocéphales est le lieu de naissance en -518 du poète Pindare. Selon Xénophon, le jeune roi de Sparte Cléombrotos, chargé en 376 av. J.-C. de mener la guerre en Béotie contre les Athéniens et les Thébains, campa à Cynoscéphales avec ses soldats. 
Elle ne doit pas être confondue avec le lieu-dit Cynocéphales, champ de bataille situé en Thessalie.